# Laferté-sur-Amance
Laferté-sur-Amance é uma comuna francesa na região administrativa de Grande Leste, no departamento de Haute-Marne. Estende-se por uma área de 7,97 km². Em 2010 a comuna tinha 109 habitantes (densidade: 13,7 hab./km²).